# Âm Lệ Hoa
Âm Lệ Hoa (Phồn thể: 陰麗華; giản thể: 阴丽华; 5 - 1 tháng 3, 64), còn gọi là Quang Liệt Âm hoàng hậu (光烈陰皇后), nguyên phối nhưng là Hoàng hậu thứ hai của Hán Quang Vũ Đế Lưu Tú. Bà kết hôn với Lưu Tú trước cả Quách Thánh Thông, Hoàng hậu đầu tiên của ông.
Bà nổi tiếng với giai thoại là hồng nhan tri kỉ của Quang Vũ Đế Lưu Tú, với câu nói nổi tiếng lưu danh thiên cổ:「"Nếu được làm quan, ta muốn trở thành Chấp kim ngô; nếu ta thành thân, ta muốn lấy Âm Lệ Hoa"」. Thụy hiệu của bà khởi đầu cho một xu hướng trong thời gian còn lại của triều Đông Hán và tiếp đến tận thời nhà Tùy, đó là thụy hiệu của một Hoàng hậu không phải đặt hoàn toàn theo thụy hiệu của phu quân họ như thời Tây Hán, mà đặt một phần theo thụy hiệu của phu quân và thêm một chữ mang tính diễn tả.

## Cuộc đời

### Thân thế
Quang Liệt hoàng hậu Âm Lệ Hoa sinh năm Nguyên Trị thứ 5 (5) thời Hán Bình Đế, quê quán tại huyện Tân Dã, quận Nam Dương (gần tương ứng với Nam Dương, Hà Nam ngày nay). Theo Hậu Hán thư, nhà họ Âm có nguồn gốc từ hạ khanh Quản Trọng trứ danh của nước Tề trong thời Xuân Thu. Đến đời thứ 7 là Quản Tu (管修), gia đình từ nước Tề sang cư ngụ nước Sở, được phong làm Âm đại phu (陰大夫), từ đấy lấy "Âm" làm họ. Vào thời đầu nhà Hán, nhà họ Âm mới chuyển đến Tân Dã, là một danh gia vọng tộc lâu đời, được ban chức Bang quân (邦君) như đối với một chư hầu vương, cho thấy vị thế rất lớn của nhà họ Âm tại địa phương. Dẫu vậy, nhà họ Âm suốt các đời Tần và Tây Hán cũng không có ai ra làm quan, nên ảnh hưởng chính tri của họ Âm khi đó là không có, chỉ có phú quý vinh hiển tại quê nhà mà thôi.
Cha của Âm Lệ Hoa là Âm Lục (陰陸), mẹ của bà là Đặng phu nhân (鄧夫人), cũng là dòng họ quyền thế ở Nam Dương. Bà có ít nhất bốn người anh em: Âm Hưng (陰興), Âm Tựu (陰就), Âm Thức (陰識) và Âm Hân (陰訢), trong đó Âm Hưng và Âm Hân là bào đệ đồng mẫu với bà, còn Âm Thức do vị phu nhân trước của cha bà sinh ra. Gia đình bà có mối giao hảo rất tốt với dòng họ Đặng của Đặng Vũ, về sau cũng là gia thần có công của chồng bà Lưu Tú. Chị của bà Âm thị là vợ Đặng Nhượng, còn mẹ bà Đặng phu nhân xuất thân trong gia tộc họ Đặng. Hòa Hi hoàng hậu Đặng Tuy, vợ của cháu cố bà là Hán Hòa Đế có mẹ là Âm thị, là con gái của đường đệ của Âm Lệ Hoa.
Cùng quê với Âm Lệ Hoa là Hán Quang Vũ Đế Lưu Tú, mất cha khi 9 tuổi, được bá phụ Lưu Lương nuôi dưỡng. Tuổi trẻ, Lưu Tú hay chăm việc đồng áng, anh cả Lưu Diễn thường giễu cợt ông chỉ chăm chăm cày ruộng. Đời Thiên Mệnh của nhà Tân, Lưu Tú đến Trường An du học. Khi họ còn trẻ, Lưu Tú đã say mê, thán phục trước sắc đẹp, tài năng và nhân phẩm của bà và có tình cảm đặc biệt sâu nặng với bà. Theo Hậu Hán thư, khi Lưu Tú viếng thăm kinh thành Trường An, ông đã trở nên ấn tượng với chấp kim ngô (執金吾, quan viên lãnh đạo cấm quân bảo vệ kinh thành và cung thành), lập lời thề rằng: 
「仕宦當作執金吾，娶妻當得陰麗華」.
"Nếu được làm quan, ta muốn trở thành Chấp kim ngô; nếu ta thành thân, ta muốn lấy Âm Lệ Hoa";
Năm Canh Thủy nguyên niên (23), tháng 6, anh trai cả của Lưu Tú là Lưu Diễn bị Hán Canh Thủy Đế giết chết. Cũng trong tháng đó, Âm Lệ Hoa kết hôn với Lưu Tú. Lúc này, Lưu Tú đã 28 tuổi, còn Âm Lệ Hoa được 19 tuổi. Tháng 9, Lưu Tú được Canh Thủy Đế phái đến khu vực phía bắc Hoàng Hà, Âm Lệ Hoa trở về nhà cũ.

### Trở thành Quý nhân
Năm Canh Thủy thứ 2 (24), để củng cố lực lượng quân đội trong chiến dịch tiêu diệt Vương Lang, Lưu Tú đã kết hôn với Quách Thánh Thông, chất nữ của quân phiệt Chân Định vương Lưu Dương (劉楊), sử sách gọi việc này là "Lưu Tú lấy vợ mượn quân". Quách Thánh Thông đã hạ sinh con trai trưởng cho Lưu Tú tên là Lưu Cương.
Năm Canh Thủy thứ 3 (25), tháng 6, Lưu Tú đã rời bỏ Canh Thủy Đế, tự tuyên bố mình là Hoàng đế triều Hán, cải nguyên Kiến Vũ, tức Hán Quang Vũ Đế. Cuối năm đó, khi chiếm được Lạc Dương làm kinh đô, Lưu Tú đã cử các thuộc hạ 300 người đến hộ tống Âm Lệ Hoa đến kinh thành, phong làm Quý nhân. Quách Thánh Thông khi đó cũng được phong làm Quý nhân, ngang phẩm bậc với Âm Lệ Hoa nhưng Quang Vũ Đế vẫn cố ý phong cho Âm Thức, huynh trưởng của Âm Lệ Hoa làm "Âm Hương hầu" (陰鄉侯), để địa vị của họ Âm cao hơn họ Quách.
Năm Kiến Vũ thứ 2 (26), Quang Vũ Đế chuẩn bị sách lập Hoàng hậu. Âm Lệ Hoa là nguyên phối thể tử, được Quang Vũ Đế sủng ái hơn cả, bản thân Quang Vũ Đế tán dương bà là "Nhã tính khoan nhân, có đức độ mẫu nghi", xứng với Hậu vị, thế nhưng khi đó Âm quý nhân chưa sinh cho Quang Vũ Đế người con nào nên đã khước từ vị trí Hoàng hậu và ủng lập Quách quý nhân. Trước tình thế đó, Quang Vũ Đế lập Quách Thánh Thông làm Hoàng hậu, và lập con trai cả Lưu Cương làm Hoàng thái tử. Cũng trong năm này, Chân Định vương Lưu Dương dường như bất bình trước sự trì hoãn lập Hậu của Quang Vũ Đế, quyết định nổi loạn, sau đó bị giết. Theo lẽ thường, Quách hoàng hậu và gia tộc họ Quách sẽ bị liên lụy, thế nhưng khi này nhà Đông Hán chưa ổn định, Quang Vũ Đế không thể tùy tiện ra quyết định tận diệt nên vẫn hết sức thiện đãi Quách hậu.
Năm Kiến Vũ thứ 4 (28), tháng 5, ngày Giáp Thân, Âm quý nhân hạ sinh hoàng tử đầu tiên của mình là Lưu Dương tại huyện Nguyên Thị. Đây là một lần sinh nở khó hiểu, vì Âm Lệ Hoa khi đó đã mang thai, thế mà Quang Vũ Đế vẫn kiên quyết đem bà đi theo hành quân, lại ở huyện thôn hẻo lánh hạ sinh Hoàng tử. Khi Lưu Dương vừa sinh, Quang Vũ Đế vui lắm, đánh giá ngũ quan sáng ngời như Đế Nghiêu thời thượng cổ, lại lấy biểu tượng màu đỏ của ánh dương đặt tên Hoàng tử là "Dương", biểu thị sự xem trọng và yêu thích của ông đối với người con này. Sau khi sinh Lưu Dương, Âm Lệ Hoa ngày càng đắc sủng, liên tiếp hoài thai và sinh thêm 4 người con khác là Đông Bình Hiến vương Lưu Thương, Quảng Lăng Tư vương Lưu Kinh, Lâm Hoài Hoài công Lưu Hành và Lang Tà Hiếu vương Lưu Kinh.
Năm Kiến Vũ thứ 9 (33), Đặng phu nhân và Âm Hân bị đạo phỉ sát hại. Quang Vũ Đế đã rất thương tiếc họ, phong tước hầu cho Âm Tựu và cố gắng phong tước hầu cho Âm Hưng, song Âm Hưng khiêm tốn từ chối, còn bảo Âm quý nhân phải luôn khiêm nhường, không được tìm kiếm danh vọng cho người thân của bà. Để an ủi Âm Lệ Hoa, Quang Vũ Đế nói Đại tư không hạ chiếu thư rằng:
| “                                         | 吾微賤之時，娶於陰氏，因將兵征伐，遂各別離。幸得安全，俱脫虎口。以貴人有母儀之美，宜立為后，而固辭弗敢當，列於媵妾。朕嘉其義讓，許封諸弟。未及爵土，而遭患逢禍，母子同命，愍傷於懷。《小雅》曰：「將恐將懼，惟予與汝。將安將樂。汝轉弃予。」風人之戒，可不慎乎？其追爵謚貴人父陸為宣恩哀侯，弟訢為宣義恭侯，以弟就嗣哀侯後。及尸柩在堂，使太中大夫拜授印綬，如在國列侯禮。魂而有靈，嘉其寵榮！ . Khi ta còn nghèo hèn, cưới được Âm thị, nhân vì phải lệnh điều binh tướng chinh phạt, cùng với nàng ta cách biệt đã lâu. Trải qua bao thăng trầm, cũng đã về bên cạnh ta. Quý nhân có đức độ mẫu nghi, ta từng muốn lập làm Hoàng hậu, nhưng nàng cương quyết chối từ, chịu thiệt thòi ngự ở hàng dắng thiếp. Ta từng hứa với nàng ấy, thiện đãi các em trai, chưa kịp đến lúc thì lại gặp tai họa, mẹ và em trai đều bị giết thảm, bi thương lắm! Sách 《Tiểu nhã》 nói: 「Tương khủng tương cụ, duy dư dữ nhữ. Tương an tương nhạc. Nhữ chuyển khí dư.」, nay truy tặng cha Quý nhân là Âm Lục làm Tuyên Ân Ai hầu, em trai Âm Hân làm Tuyên Nghĩa Cung hầu, lấy em Âm Tựu thừa tự tước vị Ai hầu. Lệnh đưa thi thể tại linh đường, mệnh Trung đại phu bái thụ Ấn tín và Dây triện, án theo lễ Quốc Liệt hầu. Nếu vong hồn có linh thiêng, hãy nhận lấy vinh sủng to lớn! | ” |
| — Hậu Hán thư - "Quang Liệt Âm hoàng hậu" | |   |

Âm quý nhân là phi tần, gia quyến bị giết, Hoàng đế viết chiếu thư an ủi cũng xem như hợp tình hợp lý. Tuy nhiên, trong chiếu thư lại trực tiếp nói Âm Lệ Hoa có khí độ mẫu nghi, việc Quách Thánh Thông được lập được khẳng định là do "Âm thị cố ý nhường lại", điều này không chỉ thể hiện tâm niệm luôn muốn lập Âm Lệ Hoa làm Hậu của Quang Vũ Đế, mà còn là cú bạt tai giáng thẳng vào ngôi vị Hoàng hậu của Quách thị. Văn học gia Hồng Mại (洪迈) thời Nam Tống ghi lại chuyện này trong "Dung trai tùy bút", đã đánh giá rằng từ khi Hán Quang Vũ Đế hạ đạo sắc chỉ này, Quách hậu đã vĩnh viễn không còn yên ổn trên Hậu vị được nữa.
Hơn nữa, lúc bấy giờ thiên hạ chưa ổn định, rất nhiều công thần còn không có đất phong (vào thời điểm Quang Vũ Đế đại phong là năm Kiến Vũ thứ 13), thế mà Hoàng đế lại lấy lý do Âm thị từ chối Hậu vị mà phong tước Hầu cho anh em trai của bà. Theo luật nhà Hán, chỉ có gia tộc Hoàng hậu mới được phong Liệt hầu, hơn nữa không thể phong nhiều, ví dụ Hiếu Nguyên hậu Vương Chính Quân khi còn là Thái hậu, phong Liệt hầu hơn 5 người đã nhận sự phản đối gay gắt. Âm Lệ Hoa khi này chỉ là Quý nhân, Quang Vũ Đế lại truy phong cha và tấn phong cho anh em tước Liệt hầu, trong khi vô số tướng sĩ lập đại công còn phải chờ định đoạt ân phong, có thể nói đây là một đại ân sủng, vô tiền khoáng hậu trong lịch sử trước nay.
Năm Kiến Vũ thứ 13 (37), Lưu Dương được 10 tuổi, Quang Vũ Đế khen ngợi gọi là Ngô Quý Tử (吴季子), điều này càng làm triều đình chấn động. Ngô Quý Tử, còn gọi Ngô Quý Trát, là con trai thứ tư của Ngô vương Ngô Thọ Mộng, vốn không có tư cách kế thừa Vương vị, nhưng Thọ Mộng lại hi vọng lập đứa con này làm Trữ, nên con cả của Thọ Mộng là Ngô Chư Phàn quyết liệt nhường quyền kế vị cho Quý Tử, mặc dù Quý Tử kiên quyết từ chối. Nhìn đây có thể suy ra, Quang Vũ Đế thực sự mong Lưu Dương kế vị, nhưng lại sợ gia tộc họ Âm sẽ là điều liên lụy Lưu Dương, khiến Lưu Dương không thể kế vị. Thế nhưng, Lưu Dương khi nghe xong lại nói:"Ngu dốt vô cùng!", cho thấy thái độ không chịu nhường ai của Lưu Dương.

### Nhập chủ Trung cung
Khoảng từ năm Kiến Vũ thứ 9 (33), Quách hậu được ghi nhận hoàn toàn thất sủng. Có vị Thượng thư lệnh là Thân Đồ Cương (申屠刚) nhiều lần dâng sớ xin Quang Vũ Đế để Hoàng thái tử Lưu Cương đến Đông Cung tiếp thu trách nhiệm cùng sự dạy bảo, thì liền bị Quang Vũ Đế trách cứ, biếm truất đi chức vị.
Vào năm Kiến Vũ thứ 13 (37), đất Thục được bình định, Quang Vũ Đế đại phong công thần ngoại thích, nhưng trong đó không có ngoại thích họ Quách của Hoàng hậu. Em trai Quách hoàng hậu là Quách Huống mãi đến năm Kiến Vũ thứ 14 (38) mới thăng nhậm "Thành môn Giáo úy" (城门校尉). Năm Kiến Vũ thứ 15, ngoại thích họ Âm cùng họ Phàn (thân tộc của mẹ Quang Vũ Đế là Phàn Nhàn Đô) được sắc chỉ ân phong, lại tiếp tục gạt họ Quách ra một bên. Quang Vũ Đế phong con trưởng của Âm quý nhân là Lưu Dương làm Đông Hải công (东海公), nước Đông Hải gồm 23 huyện, là chư hầu quốc lớn nhất trong số các phiên quốc của chúng hoàng tử. Trước sự kiện Quách hậu thất sủng, dòng họ Quách thị cũng bị gạt sang một bên một cách trắng trợn, luôn bị xếp sau ngoại thích họ Âm, khiến cho Quách hậu vô cùng bất mãn.
Năm Kiến Vũ thứ 17 (41), Quang Vũ Đế Lưu Tú lấy lý do: 「Hoài thế oán đỗi, sổ vi giáo lệnh, bất năng phủ tuần tha tử, huấn trường dị thất; 懷勢怨懟，數違教令，不能撫循他子，訓長異室」, ra chỉ phế truất Quách hậu và lập Âm quý nhân làm Hoàng hậu thay thế.
Thay vì bị giam vào lãnh cung như các Hoàng hậu bị phế truất khác, Quang Vũ Đế đã lập con trai Lưu Phụ của Quách Thánh Thông làm Trung Sơn vương, do đó Quách hậu trở thành Trung Sơn Vương thái hậu. Quang Vũ Đế cũng phong em trai của Quách Thánh Thông là Quách Huống (郭況) một chức quan quan trọng và đã ban cho Quách Huống rất nhiều của cải. Không nỡ lòng nào phế truất cả mẹ lẫn con, Quang Vũ Đế ban đầu vẫn để Lưu Cương làm Hoàng thái tử. Tuy nhiên, Thái tử Lưu Cương nhận thấy địa vị của mình không vững, vì mẹ Lưu Cương bị phế, ông từ vị trí "Đích trưởng tử" bây giờ thành "Thứ trưởng tử", danh không chính ngôn không thuận, nên đã nghe thầy học Chất Uẩn (郅恽) khuyên can, nhiều lần chủ động xin Quang Vũ Đế cho từ bỏ ngôi vị. Từ đây, Đông Hải vương Lưu Dương lấy thân phận Đích trưởng tử ở trong triều đình tham gia chính sự.
Năm Kiến Vũ thứ 19 (43), mùa xuân, Đông Hải vương Lưu Dương bình định Thiền vu Đan Thần (单臣), công lao hiển hách. Tháng 6 năm đó, Quang Vũ Đế chấp thuận và phong cho Đông Hải vương Lưu Dương làm Hoàng thái tử thay thế. Ông cũng đổi tên húy của tân hoàng thái tử thành Trang (莊). Sau khi Lưu Trang trở thành Thái tử, lập tức vào Đông Cung tức vị, Quang Vũ Đế dùng hơn 10 vạn tiền mời danh Nho là Hoài Vinh (桓荣) làm "Đông cung Giáo thụ", phù trợ Thái tử. Trước đây Lưu Cương làm Thái tử, Quang Vũ Đế vẫn không để Lưu Cương tức vị Đông Cung, nên nghi chế và quan viên cần thiết vẫn chưa được thiết lập, từ khi Lưu Trang trở thành Thái tử, Quang Vũ Đế mới quyết định quy chế triều nghi, cách thức Thái tử ngự triều ra sao, cũng từ đây mới được ghi chép rõ ràng. Theo lệ, ngoại trừ Hoàng thái tử thì các hoàng tử sau khi được phong địa thì phải lập tức đến vùng đất phong để nhậm chức, thế nhưng mặc dù các con trai của Quách thái hậu và cả Sở vương Lưu Anh, con trai Hứa mỹ nhân đều đã đến phiên quốc, các con trai khác của Âm hậu vẫn được đặc cách giữ lại Lạc Dương.
Từ khi trở thành Kế hậu, Âm Lệ Hoa không còn được đề cập thường xuyên trong sử sách, đây là dấu hiệu cho thấy bà đã không cố gắng gây sức ảnh hưởng dưới cương vị Hoàng hậu. Tuy nhiên, ba em trai của bà đều trở thành các quan viên và Hầu tước quyền lực, mặc dù họ thường có các vị trí cấp thấp và không cố gắng giành chức vụ cao hơn cho mình.
Sau khi Âm hoàng hậu tại vị, huynh trưởng của bà là Âm Thức được tấn phong làm "Nguyên Lộc hầu" (原鹿侯), kiêm thêm "Chấp kim ngô" (执金吾) rồi "Phụ đạo Đông cung" (辅导东宫), mỗi khi Quang Vũ Đế đi tuần các quận quốc, Âm Thức đảm nhận vị trí trấn thủ kinh sư. Em trai Âm hậu là Âm Hưng, từng đảm nhiệm "Hoàng môn Thị lang" (黄门侍郎), lãnh đạo đội Thân vệ của Quang Vũ Đế, sau sự kiện Đặng phu nhân và Âm Hân bị giết, Âm Hưng cố gắng từ chối đặc ân phong Liệt hầu của Quang Vũ Đế. Sau khi Lưu Trang được lập Thái tử, Âm Hưng được thăng làm "Vệ úy" (卫尉), dự trong hàng Cửu Khang, cũng lãnh vai trò Phụ đạo cho Thái tử. Khi này, người được Âm Thức hay Âm Hưng tiến cử đều được bổ nhiệm chức vị rất cao, ngoài ra còn lần lượt giữ những chức vị chưởng quản Cấm vệ quân của nhà Hán, trong lịch sử Tây Hán thì chỉ khi Hoàng hậu tấn vị Thái hậu, ngoại thích mới có thể lên vị trí này, chưa kể lại vô cùng hiếm thấy. Trường hợp này đã diễn ra ở thời Vương Mãng, tuy vô cùng nhạy cảm nhưng Quang Vũ Đế không những không kiêng kỵ mà còn rất an tâm để họ Âm hưởng thụ đặc ân, cho thấy mức độ tin cậy của Quang Vũ Đế đối với Âm gia vô cùng lớn.

### Hoàng thái hậu tôn quý
Năm Kiến Vũ trung nguyên thứ 2 (57), Hán Quang Vũ Đế Lưu Tú băng hà. Thái tử Lưu Trang kế vị, tức Hán Minh Đế. Âm Hoàng hậu được tôn Hoàng thái hậu.
Khác với các Thái hậu nhà Tây Hán, Âm thị có ảnh hưởng ở mức trung bình đối với con trai bà, và bà cũng không không can dự nhiều vào chính sự. Lúc đó, nhà họ Âm, họ Phàn, họ Quách và Mã thị được xưng là Tứ tính Tiểu hầu (四姓小侯).
Năm Vĩnh Bình thứ 2 (59), một tai họa đã giáng xuống gia đình của Âm thái hậu. Con gái của Quang Vũ Đế Lưu Tú là Lâm Ấp công chúa Lưu Thụ (劉綬) hạ giá lấy Âm Phong (陰豐) - con trai của Âm Tựu, em trai Hoàng thái hậu. Công chúa Lưu Thụ bản tính kiêu ngạo và hay đố kỵ, trong một lần Âm Phong giận dữ đã giết chết Công chúa, xong bị xử tử. Âm Tựu và phu nhân sau đó tự vẫn.
Năm Vĩnh Bình thứ 3 (60), trước sự tán thành của Âm thái hậu, Hán Minh Đế lập con gái của Mã Viện là Mã quý nhân làm Hoàng hậu. Mã hậu bản tính nhu mì, không ganh ghét, giống với Thái hậu khi còn trẻ nên được Thái hậu rất đỗi yêu quý. Cũng vào năm đó, Minh Đế và Âm thái hậu thực hiện một chuyến thăm hiếm hoi đến quê nhà ở Nam Dương quận, họ đã dành vài ngày để tổ chức yến tiệc, mời các họ hàng xa thuộc họ Đặng và họ Âm của Âm Thái hậu.
Năm Vĩnh Bình thứ 7 (64), ngày 22 tháng 1 (tức ngày 1 tháng 3 dương lịch), Thái hậu Âm Lệ Hoa băng thệ, hưởng thọ 60 tuổi, thụy hiệu Quang Liệt hoàng hậu (光烈皇后). Ngày 8 tháng 2 (âm lịch), bà được táng một cách long trọng với cương vị Hoàng thái hậu, và được hợp táng cùng với phu quân Quang Vũ Đế tại Nguyên lăng (原陵).
Nhà thơ Lý Bạch thời Đường có nói về bà:"Lệ hoa tú ngọc sắc, Hán nữ kiều chu nhan" (Nguyên văn: 丽华秀玉色，汉女娇朱颜).

## Hậu duệ
Quang Liệt hoàng hậu Âm Lệ Hoa có tổng cộng 5 người con với Hán Quang Vũ Đế Lưu Tú, tất cả đều là con trai. Bao gồm:
1. Hán Minh Đế Lưu Trang [劉莊], hoàng tử thứ tư của Hán Quang Vũ Đế. Tên cũ Lưu Dương [劉暘].
2. Lưu Thương [劉蒼], hoàng tử thứ sáu của Hán Quang Vũ Đế, thụy Đông Bình Hiến vương (東平憲王), mất năm Kiến Sơn thứ 8 (83) thời Hán Chương Đế. Năm Kiến Vũ thứ 15 (39), được phong "Đông Bình công" (東平公), Âm hậu trở thành Hoàng hậu (41) thì phong Vương. Trong lịch sử Đông Hán, ông nổi tiếng là một người hay văn thơ, phụ chính thời Hán Minh Đế và vị trí còn trên cả Tam công. Sau vì lo sợ mà quay về đất phong Đông Bình, rút khỏi chính trường.
3. Lưu Kinh [劉荊], hoàng tử thứ 8 của Hán Quang Vũ Đế, thụy Quảng Lăng Tư vương (廣陵思王). Năm Kiến Vũ thứ 15 (39), sắc phong tước "Sơn Dương công" (山暘公), sau khi Âm hậu lên ngôi cải thành "Sơn Dương vương" (山暘王). Luôn đối đầu với anh trai Hán Minh Đế, ngay sau khi Quang Vũ Đế băng thì mật mưu với Quách Huống tính bề mưu phản, sau bị bại lộ và bị đày đi Hà Nam cung. Sau này Hán Minh Đế cải phong nước Quảng Lăng, tước "Quảng Lăng vương" (廣陵王), phái đến ở đấy nhưng Lưu Kinh vẫn chống đối tạo phản, việc bị lộ, cho tự sát. Mất năm Vĩnh Bình thứ 10 (67), thụy là Tư (思).
4. Lưu Hành [劉衡], hoàng tử thứ 9 của Hán Quang Vũ Đế, thụy Lâm Hoài Hoài công (临淮懷公), mất năm Kiến Vũ thứ 17 (41).
5. Lưu Kinh [劉京], hoàng tử thứ 11 của Hán Quang Vũ Đế, thụy Lang Tà Hiếu vương (琅邪孝王), mất năm Kiến Sơ thứ 6 (81). Năm Kiến Vũ thứ 15, sắc phong "Lang Tà công" (琅邪公), sau khi Âm hậu lên ngôi vị mới cải phong tước Vương. Ông nổi tiếng có tính hiếu, lại ham học.

## Trong văn hóa đại chúng
| Năm  | Phim truyền hình                       | Diễn viên                                   |
| 1990 | 《Đông Hán diễn nghĩa》                | Liệu Lệ Quân                                |
| 2003 | 《Quang Vũ đế Lưu Tú》                 | Hoàng Lệ Na                                 |
| 2016 | 《Tú Lệ giang sơn chi Trường ca hành》 | Triệu Xu Đình (tuổi nhỏ)                    |
| 2016 | 《Tú Lệ giang sơn chi Trường ca hành》 | Dương Chí Văn (tuổi thiếu niên)             |
| 2016 | 《Tú Lệ giang sơn chi Trường ca hành》 | Lâm Tâm Như (tuổi trưởng thành và lão niên) |